# مسجد بانج لوانج
مسجد بانج لوانج أحد مساجد بانكوك عاصمة تايلاند .

## البناء
بني مسجد بانج لوانج في عهد الملك راما الأول (1782 - 1809) .

## العمارة
مسجد بانج لوانج يعد مسجد فريد من نوعه في الاسلوب التقليدي في البناء التايلاندي والجمال التايلاندي والفنون الصينية، المبنى الخارجي للمسجد يشبه الدير بينما الجدران الداخلية والمحراب من المسجد زينت بشيء من الفن التقليدي التايلاندي، شيد بناء المساجد على ثلاثين عمود والذي تمثل رمزيا إلى ثلاثين آية من ايات من القرآن الكريم، وزينت بإطارات خشبية قديمة جدا منحوتة بآيات قرآنية وعلقت على الجدران الداخلية للمسجد.

## وصلات خارجية
- ألبوم صور مسجد بانج لوانج